# John H. Capstick

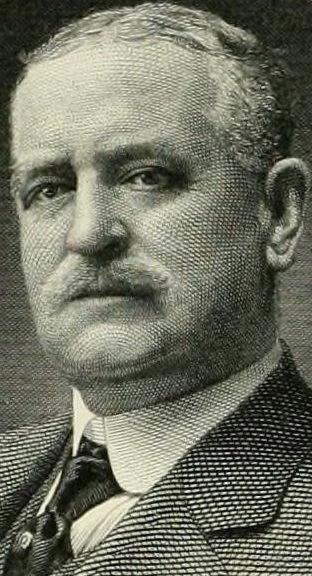
John H. Capstick, 1919

John Henry Capstick (* 2. September 1856 in Lawrence, Essex County, Massachusetts; † 17. März 1918 in Montville, New Jersey) war ein US-amerikanischer Politiker. Zwischen 1915 und 1918 vertrat er den Bundesstaat New Jersey im US-Repräsentantenhaus.

## Werdegang
John Capstick besuchte die öffentlichen Schulen seiner Heimat. 1868 zog er mit seinen Eltern nach Providence in Rhode Island, wo er eine Handelsschule besuchte. In den Jahren 1870 und 1871 gehörte er der Staatsmiliz von Rhode Island an. 1883 kam Capstick nach Montville in New Jersey, wo er in der Kleiderfabrikation arbeitete. 1899 gründete er zusammen mit anderen Unternehmern die Morris County Traction Company, die die Straßenbahn im Morris County betrieb. Politisch war er Mitglied der Republikanischen Partei. Zwischen 1905 und 1908 gehörte er der Abwasserkommission seines Staates an; von 1908 bis 1914 leitete er den staatlichen Gesundheitsausschuss.
Bei den Kongresswahlen des Jahres 1914 wurde Capstick im fünften Wahlbezirk von New Jersey in das US-Repräsentantenhaus in Washington, D.C. gewählt, wo er am 4. März 1915 die Nachfolge von William E. Tuttle antrat. Nach einer Wiederwahl konnte er bis zu seinem Tod am 17. März 1918 im Kongress verbleiben. In diese Zeit fiel der Eintritt der Vereinigten Staaten in den Ersten Weltkrieg.